# Boris Petrovič Gerasimovič
Boris Petrovič Gerasimovič [bóris pétrovič gerasímovič] (ukrajinsko Борис Петрович Герасимович), ukrajinski astronom in astrofizik, * 31. marec (19. marec, julijanski koledar) 1889, Kremenčug, Poltavska gubernija, Ruski imperij (sedaj Kremenčuk, Ukrajina), † 30. november 1937, Leningrad, Sovjetska zveza (sedaj Sankt Peterburg, Rusija).

## Življenje in delo
V mladosti je bil Gerasimovič član eserov in bil dve leti zaprt. Od leta 1910 je študiral na Fizikalno-matematični fakulteti Univerze v Harkovu. Med letoma 1914 in 1917 se je na univerzi pripravljal za profesorski poklic. Raziskoval je na področju astrofizike, planetarnih meglic, medzvezdne snovi. Med letoma 1917 in 1933 je delal na observatoriju Univerze v Harkovu, najprej do leta 1922 kot predavatelj. Leta 1916 ga je njegov učitelj Ljudvig Struve pripeljal na Observatorij Pulkovo, kjer je spoznal delo astronomov Belopolskega (1854–1934) in Kostinskega (1867–1936). Naslednje leto se je Gerasimovič vrnil na univerzo v Harkov, kjer je opravil magisterij. Med letoma 1922 in 1931 je bil profesor na harkovski univerzi.
V tem času se je spoznal s sinom svojega učitelja, Ottom Struvejem in Bobrovnikovom (1896–1988), ki je tudi deloval v ZDA. Morda je to njegovo poznanstvo igralo eno od vlog pri njegovi poznejši tragični usodi. Med letoma 1926 in 1931 je bil v ZDA na Observatoriju Kolidža Harvard. V letu 1931 so ga imenovali za predstojnika astrofizikalnega oddelka pulkovskega observatorija. Med letoma 1933 do svoje smrti je bil šesti predstojnik Observatorija Pulkovo, kjer je nasledil Ivanova.
Med Stalinovimi čistkami so ga 28. junija 1937 zaprli in ustrelili. Rehabilitirali so ga posmrtno leta 1956. Obtožba se je glasila: »sodišče ga je proglasilo za krivega, da je od leta 1931 sodeloval v fašistično-teroristični vohunsko-uničevalski organizaciji, da je podpiral razruševalno dejavnost med raziskovanji Sončevih mrkov, da je pripravljal teroristična dejanja proti partiji in vladnim voditeljem, ter da je dvakrat pošiljal vohunske podatke tujim agentom.«
Imel je hči Tatjano Borisovno Gerasimovičevo.
Gerasimovič je bil avtor približno 170 člankov in knjig v ukrajinščini, ruščini, angleščini ter drugih jezikih. Eno izmed njegovih bolj znanih del je monograf Solarna fizika, izdana leta 1933 v ukrajinščini ter nato 1935 prevedena še v ruščino. Objavljanje v tujih revijah je botrovalo njegovi usmrtitvi, saj naj bi s tem izdal marskistično ideologijo.

## Znanstveni dosežki
Raziskoval je notranjo zgradbo in evolucijo zvezd in se ukvarjal z zvezdno statistiko, fiziko medzvezdne snovi in planetarnih meglic, zgradbo zvezdnih atmosfer, teoretično astronomijo in fiziko Sonca. Leta 1927 je skupaj z Luytenom določil oddaljenost Sonca od galaktične ravnine Galaksije. Leta 1928 je skupaj z Menslom opravil pionirsko delo pri raziskovanju procesov sproščanja energije pri zvezdah na podlagi statistične mehanike. Med prvimi je resno obravnaval astronomske vidike kozmičnih žarkov. Skrbno je raziskoval Sonce in sodeloval v več odpravah opazovanja popolnih Sončevih mrkov.

## Priznanja

### Poimenovanja
Po njem se imenuje udarni krater Gerasimovič (Gerasimovich) na Luni in asteroid glavnega pasu 2126 Gerasimovič (2126 Gerasimovich), ki ga je 30. avgusta 1970 odkrila Tamara Smirnova.